# عكابة (طولكرم)
عَكَّابَة هي قرية فلسطينية تقع أقصى شمال محافظة طولكرم، وتبعد عن مدينة طولكرم مسافة 15 كم هوائيًا، وتعتبر أصغر قرى محافظة طولكرم من حيث المساحة وعدد السُكان. ترتفع القرية نحو 120-150 مترًا عن مستوى سطح البحر، ويعمل غالبية سكانها في الزراعة وتربية المواشي كالأبقار والأغنام والدواجن. يوجد في القرية مدرسة واحدة مختلطة للمرحلة الأساسية، وتفتقر القرية إلى خدماتٍ عدة أبرزها شبكة الطرق والمواصلات.

## السُكان
الجدول التالي يوضح التطور السكاني لعدد سكان القرية مع السنوات، حسب الجهاز المركزي للإحصاء الفلسطيني.
| سنة التعداد | تعداد 2007 | تقدير 2008 | تقدير 2009 | تقدير 2010 | تقدير 2011 | تقدير 2012 | تقدير 2013 | تقدير 2014 | تقدير 2015 | تقدير 2016 | تعداد 2017 |
| ----------- | ---------- | ---------- | ---------- | ---------- | ---------- | ---------- | ---------- | ---------- | ---------- | ---------- | ---------- |
| عدد السكان  | 252 نسمة   | 257 نسمة   | 262 نسمة   | 267 نسمة   | 272 نسمة   | 277 نسمة   | 282 نسمة   | 287 نسمة   | 293 نسمة   | 298 نسمة   | 336 نسمة   |

## وصلات خارجية
- صفحة قرية عكابة في موقع «فلسطين في الذاكرة».